# Taggfotsspindlar
Taggfotsspindlar (Zoridae) är en familj av spindlar som innehåller över 70 beskrivna arter världen över, uppdelade på 13 olika släkten.

## Kännetecken
Taggfotsspindlar är små till medelstora spindlar med en förhållandevis robust kroppsbyggnad. Kännetecknande för familjen är att frambenen på undersidan är försedda långa taggliknade bildningar och ett ovanifrån sett smalt huvudparti med åtta ögon ordande i tre tvärrader. Den första raden har fyra ögon och den andra och tredje raden har två ögon. Färgteckningen går vanligen i gulaktiga till gråaktiga eller rödbrunaktiga nyanser.

## Utbredning
Den större delen av arterna inom familjen förekommer i tropiska och subtropiska delar av världen. I tempererade regioner representeras familjen endast av ett mindre antal arter. 
Ett av de större och mer utbredda släktena är Zora, till vilket ett flertal arter i Nordamerika och Europa hör. Andra större släkten är Odo, som förekommer i Central- och Sydamerika och i Australien, samt Argoctenus som förekommer på Nya Zeeland och i Australien.

## Levnadssätt
Taggfotsspindlarna spinner inga fångstnät, utan är aktiva jägare som ofta hittas i lågvuxen vegetation där de jagar olika små insekter. Parningsspelet är vanligen ganska enkelt, ofta innefattande att hanen sakta närmar sig honan samtidigt som han signalerar att han är en potentiell partner till henne genom att röra frambenen upp och ner. Dessa visuella signaler gör att honan inte förväxlar hanen med ett byte.